# Afrihili
Afrihili is een kunsttaal, die in 1970 werd geconstrueerd door K.A. Kumi Attobrah om te worden gebruikt als lingua franca in heel Afrika. De naam van de taal is dan ook een contaminatie van "Afrika" en "Swahili". De auteur, die werd geboren in Akrokerri in Ghana, kwam op het idee toen hij in 1967 een zeereis maakte van het Engelse Dover naar het Franse Calais. Hij nam zich toen voor een taal te maken, die "de eenheid en het begrip tussen de verschillende volken van het continent zou versterken, de kosten van het drukken van vertalingen te verminderen en de handel te bevorderen". De taal is bedoeld om eenvoudig door Afrikanen te kunnen worden geleerd.
De woordenschat is gebaseerd op een zo groot mogelijk aantal Afrikaanse talen. De taal kent ook wel leenwoorden van daarbuiten, maar deze zijn "zo verafrikaanst dat ze niet vreemd meer lijken"; overigens geeft de auteur geen specifieke etymologieën. Ook de fonologie, de morfologie en de zinsbouw zijn ontleend aan de Afrikaanse talen. Voor sprekers van Indo-Europese talen lijkt die grammatica van het Afrihili complex, aangezien er vele specifiek Afrikaanse elementen in verwerkt zijn, zoals het gebruik van infixen.
Een bijzondere eigenschap van het Afrihili is dat alle zelfstandige naamwoorden beginnen en eindigen met een klinker, zodat deze groep eenvoudig kan worden onderscheiden van andere woordsoorten. Het meervoud wordt gevormd door de begin- en de eindklinker om te draaien.
Het Afrihili wordt geschreven in het Latijnse schrift met twee toegevoegde klinkers, [ɛ] en [ɔ], zoals die voorgesteld worden in het Internationaal Fonetisch Alfabet: in verschillende West-Afrikaanse talen, zoals het Ewe en het Yoruba zijn het standaardklinkers.
De klemtoon ligt doorgaans op de tweede lettergreep. Intonatie en klemtoon hebben geen effect op de betekenis van een woord.
Het Afrihili heeft ISO-code afh (in ISO 639-2 en ISO 639-3).

## Voorbeelden
Kama mingipewa l’arafi gaba milijo paasa, mingijira lɛ

Als ik zijn brief ontvangen zou hebben voordat ik wegging, dan zou ik op hem hebben gewacht.
| Zuri lu...                 | Goedendag                        |
| Zuri zinga...              | Goedemorgen                      |
| Zuri masa...               | Goedemiddag                      |
| Zuri dani...               | Goedenavond                      |
| Zuri bali...               | Goedenacht                       |
| Jo koni...                 | Ga direct                        |
| !Afuraho...                | Proost!                          |
| Sama papa obeka al dude... | Een goede plek vinden om te eten |